# Avatha
Avatha är ett släkte av fjärilar. Avatha ingår i familjen nattflyn.

## Bildgalleri

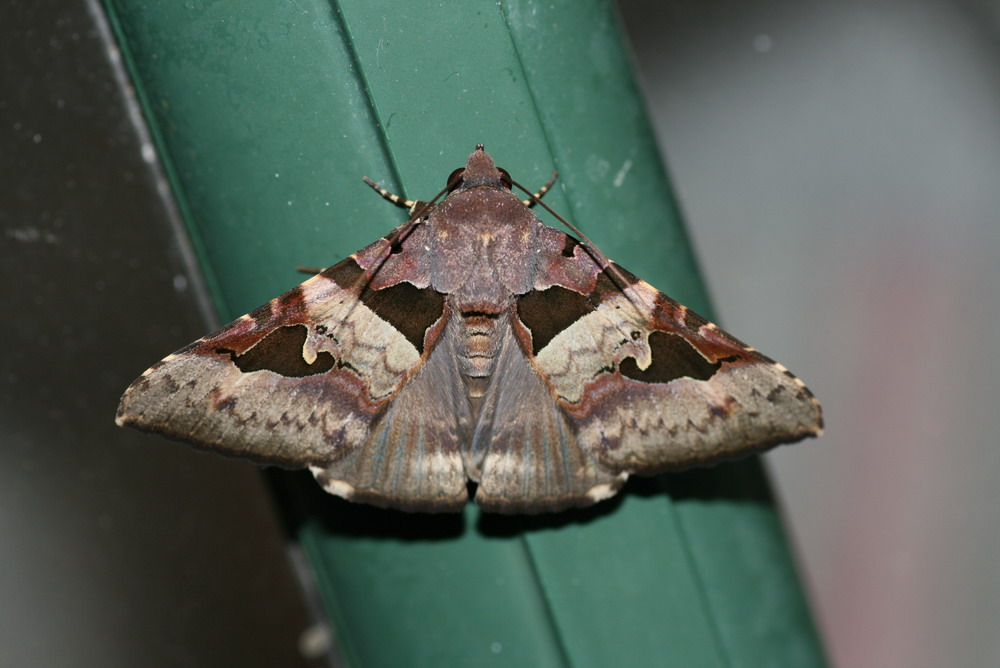
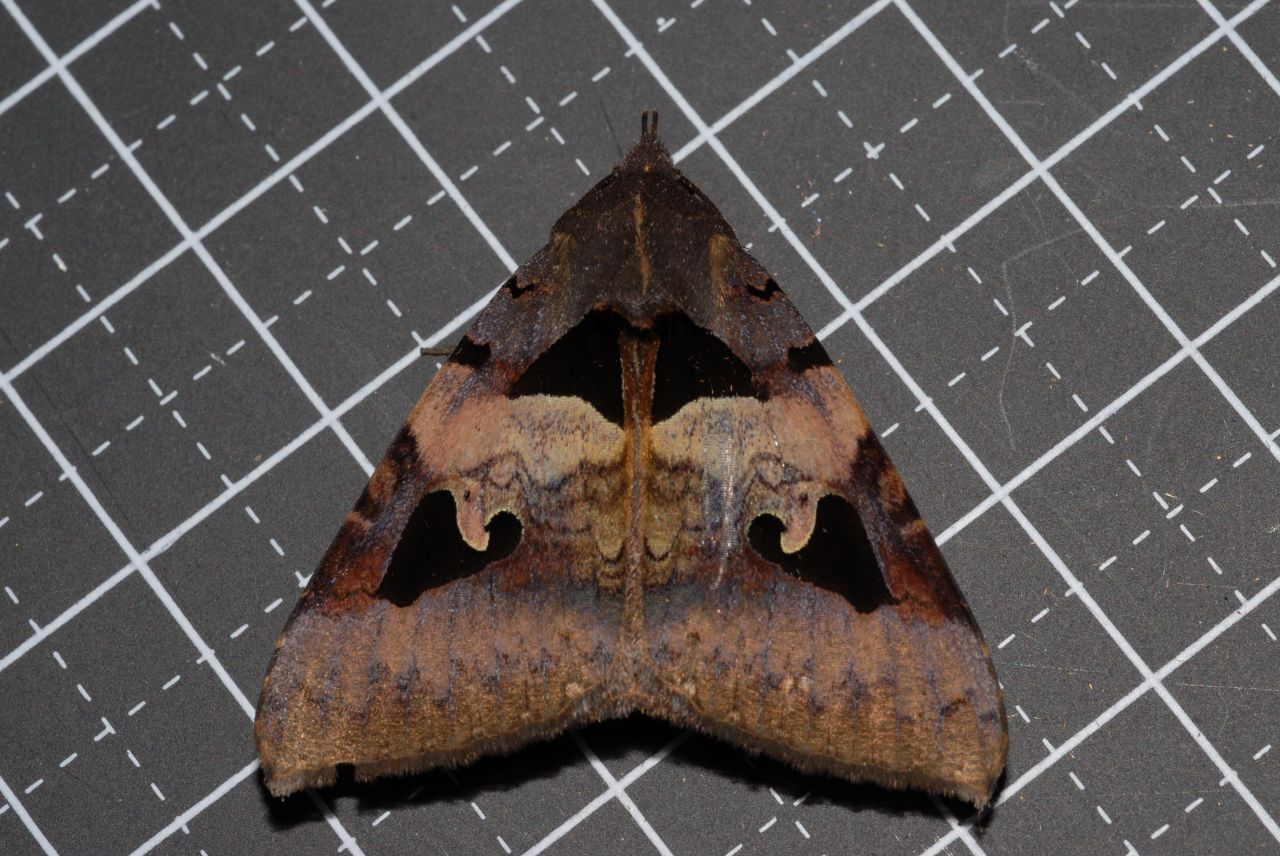
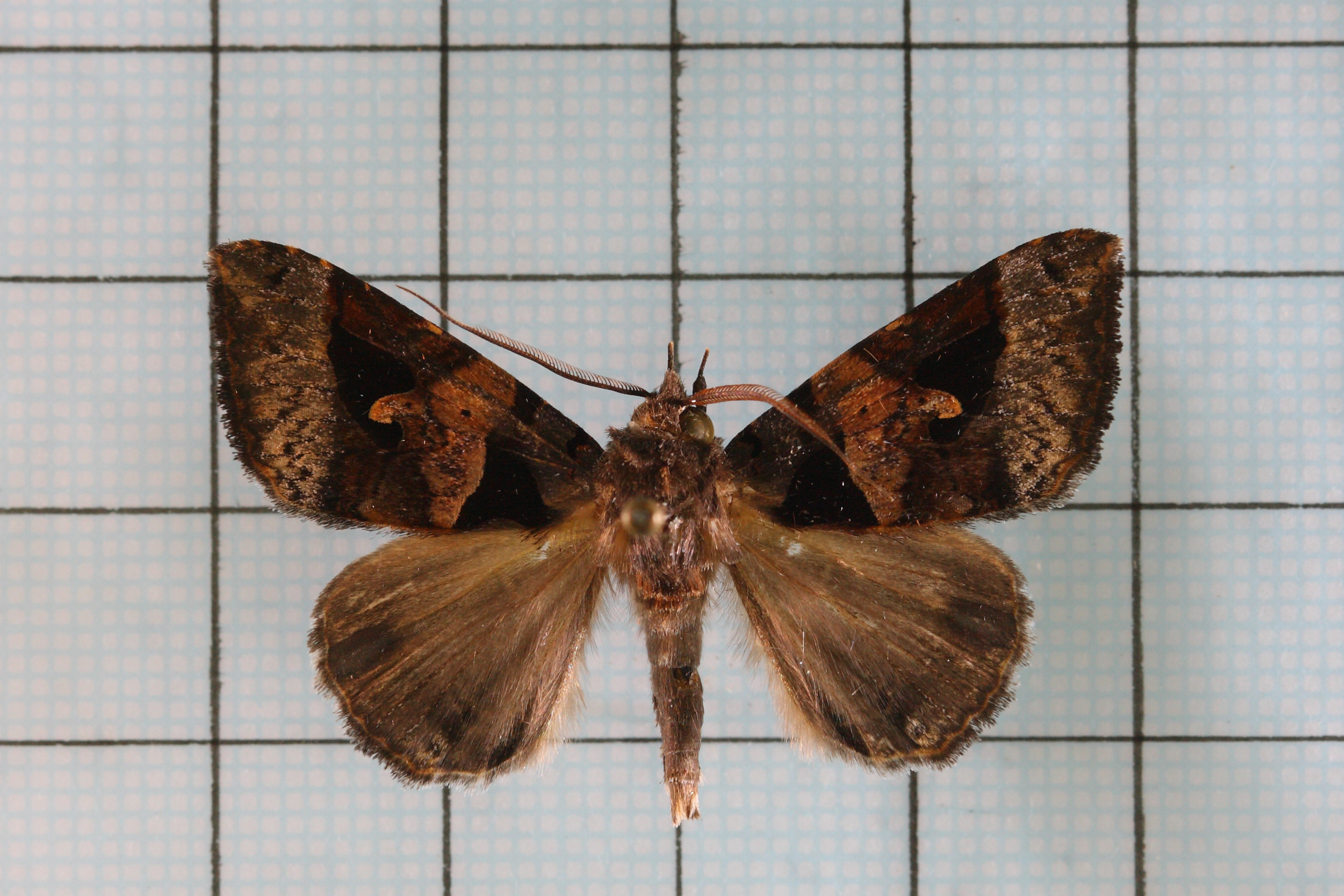
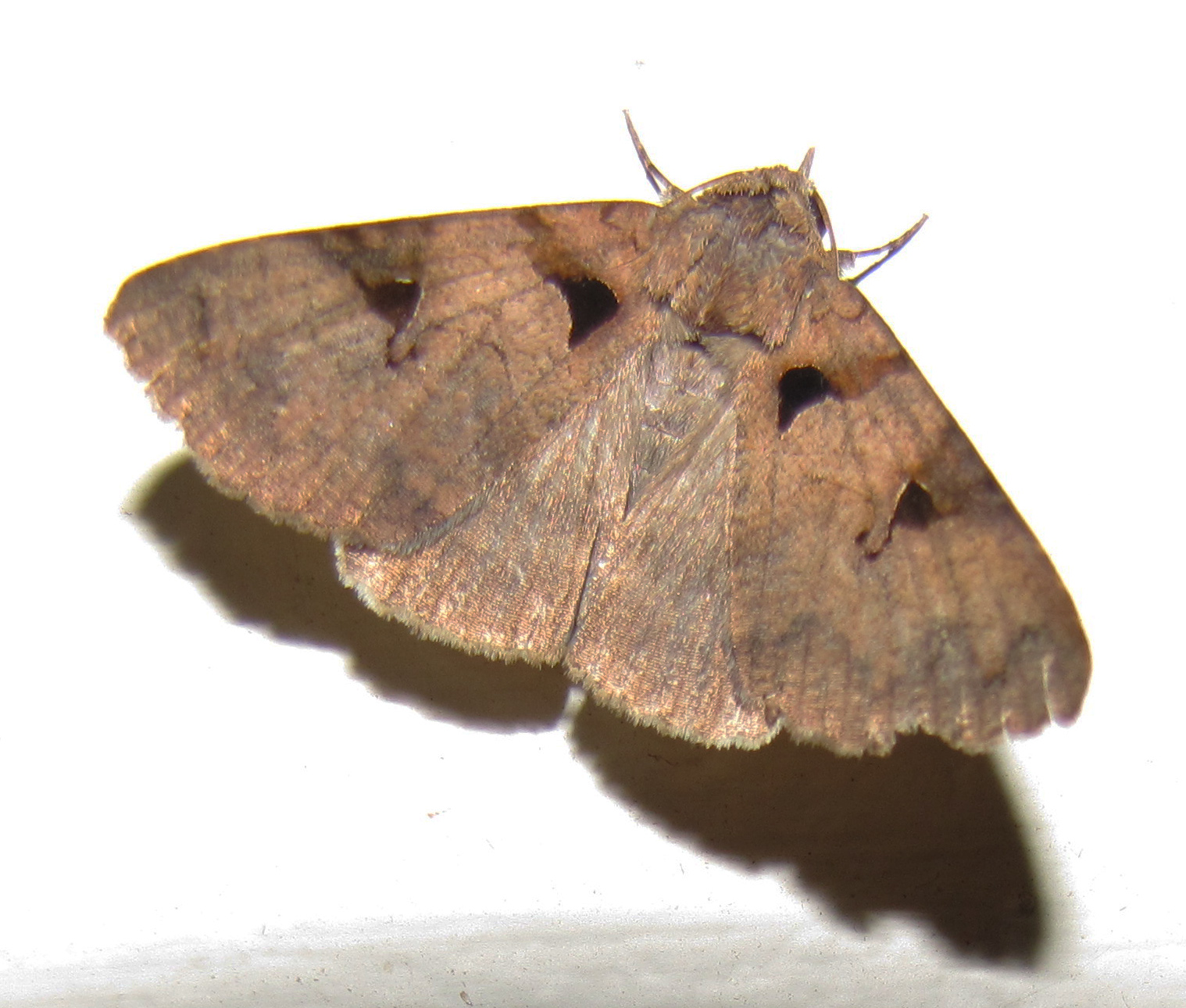
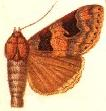
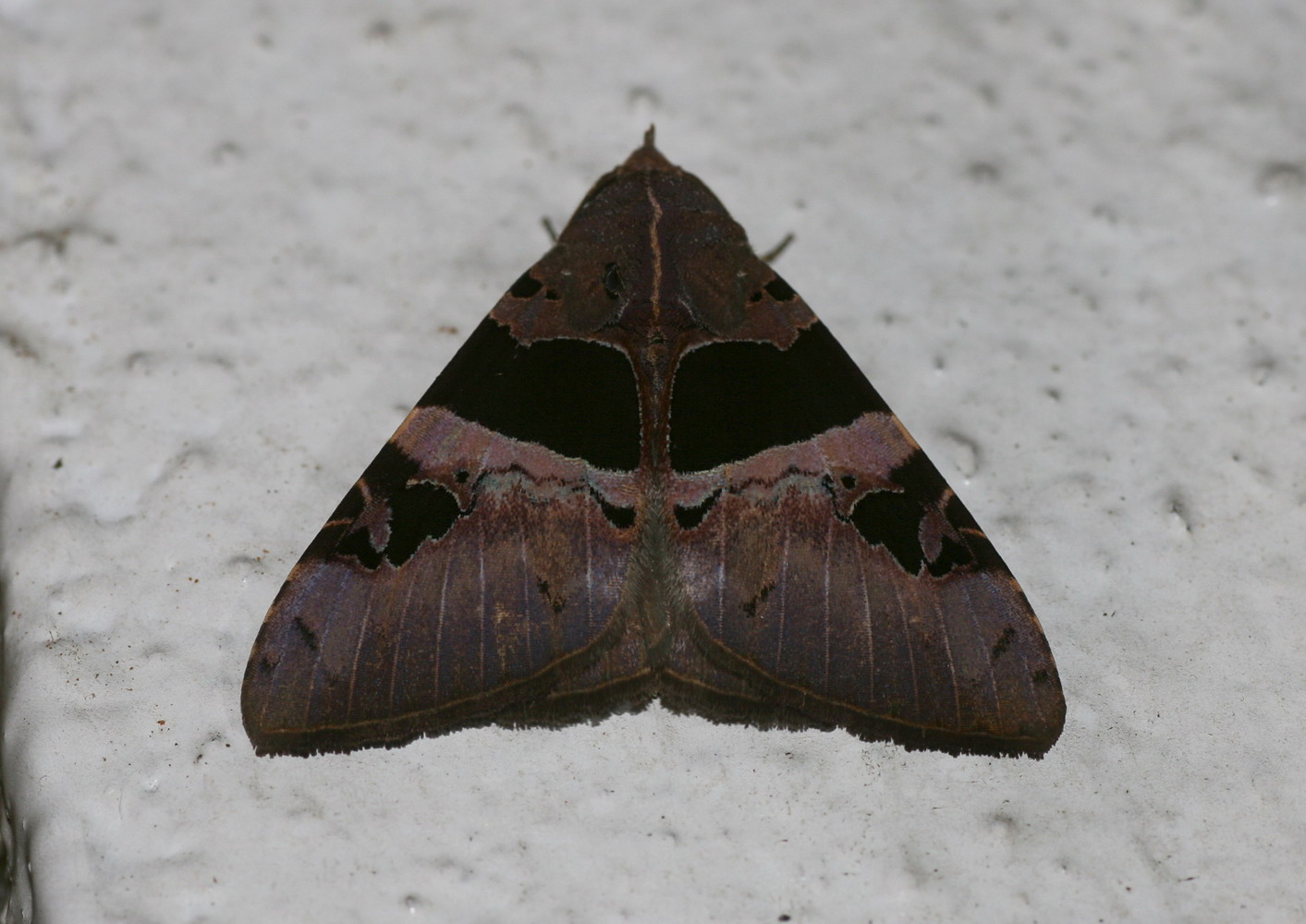

## Dottertaxa tillAvatha, i alfabetisk ordning[1]
- Avatha bipartita
- Avatha chinensis
- Avatha complascens
- Avatha complens
- Avatha costiplaga
- Avatha curvifera
- Avatha cyanopasta
- Avatha delunaris
- Avatha devittalis
- Avatha diehli
- Avatha discolor
- Avatha discoloralis
- Avatha dohertyi
- Avatha ethiopica
- Avatha expectans
- Avatha extranea
- Avatha frontalis
- Avatha garthei
- Avatha gertae
- Avatha glaucofascia
- Avatha grisescens
- Avatha heterographa
- Avatha includens
- Avatha macrostidsa
- Avatha minima
- Avatha modesta
- Avatha noctuoides
- Avatha novoguineana
- Avatha onerata
- Avatha pallidior
- Avatha pratti
- Avatha roesleri
- Avatha ruinosa
- Avatha stigmata
- Avatha subdiscoloralis
- Avatha subpunctata
- Avatha sumatrana
- Avatha thursdayensis
- Avatha trigonifera
- Avatha tripunctata